# 錫永機場
錫永機場 （法語：Aéroport de Sion；ICAO代码：/（軍用））是位於瑞士瓦萊州首府錫永西南約2.5（1.6英里）的軍民共用機場。

## 航空公司與航點
以下航空公司於錫永機場提供定期及包機服務：
| 航空公司     | 目的地                            |
| ------------ | --------------------------------- |
| Air Glaciers | 季節性： 卡爾維, 菲加里, 聖托佩斯 |
| InterSky     | 季節性包機： 馬略卡島帕爾馬       |

鄰近的大型機場為日內瓦國際機場，位於機場西面約110（68英里）。

## 軍方使用
錫永機場目前是瑞士空軍其四個戰鬥機基地之一，第16、19 F-5飛行中隊駐扎於此。機場瀝青跑道設有可回收式攔截制動裝置，可供F/A-18降落或F-5緊急時使用。但由於縮編計劃，瑞士空軍目前擬於2016年撤出錫永機場。

## 另見
- 瑞士交通

## 外部連結
维基共享资源上的相關多媒體資源：錫永機場
- 官方網站 （页面存档备份，存于）（英文）（德文）（法文）
- 航空安全網有關錫永機場的事故記錄 （页面存档备份，存于）（英文）